# Belorusszkaja metróállomás (Kolcevaja vonal)
A moszkvai metrónak az 5-ös számú, barna színnel jelzett, Kolcevaja nevű körvonalán található Belorusszkaja állomás a közeli Belorusz pályaudvarról kapta nevét. A Tverszkoj kerületben, a főváros Központi közigazgatási körzetében helyezkedik el. Az állomáson átszállási lehetőség van a a Zamoszkvoreckaja vonal Belorusszkaja állomására. Szomszédos állomásai a Kolcevaja vonalon a Krasznopresznyenszkaja és a Novoszlobodszkaja.
A három alagutas szerkezetű, mélyvezetésű metróállomást 1952. január 30-án nyitották meg az innen a Kurszkaja állomásig kiépített új szakasz átadásakor.
A moszkvai metró számos más állomásához hasonlóan ez a metrómegálló is több egyszerű közlekedési létesítménynél, építészeti értékei, gazdag díszítése miatt egyben idegenforgalmi látványosság is. Csarnokát népi jeleneteket ábrázoló mozaikok díszítik, a padlózatot belorusz népművészeti szőnyeg mintázatát idéző mozaik borította. Ez utóbbit azonban egy 1994-es felújítás során elhasználódása miatt rajzos mintával díszített gránitpadlózatra cserélték.

## Terrortámadás

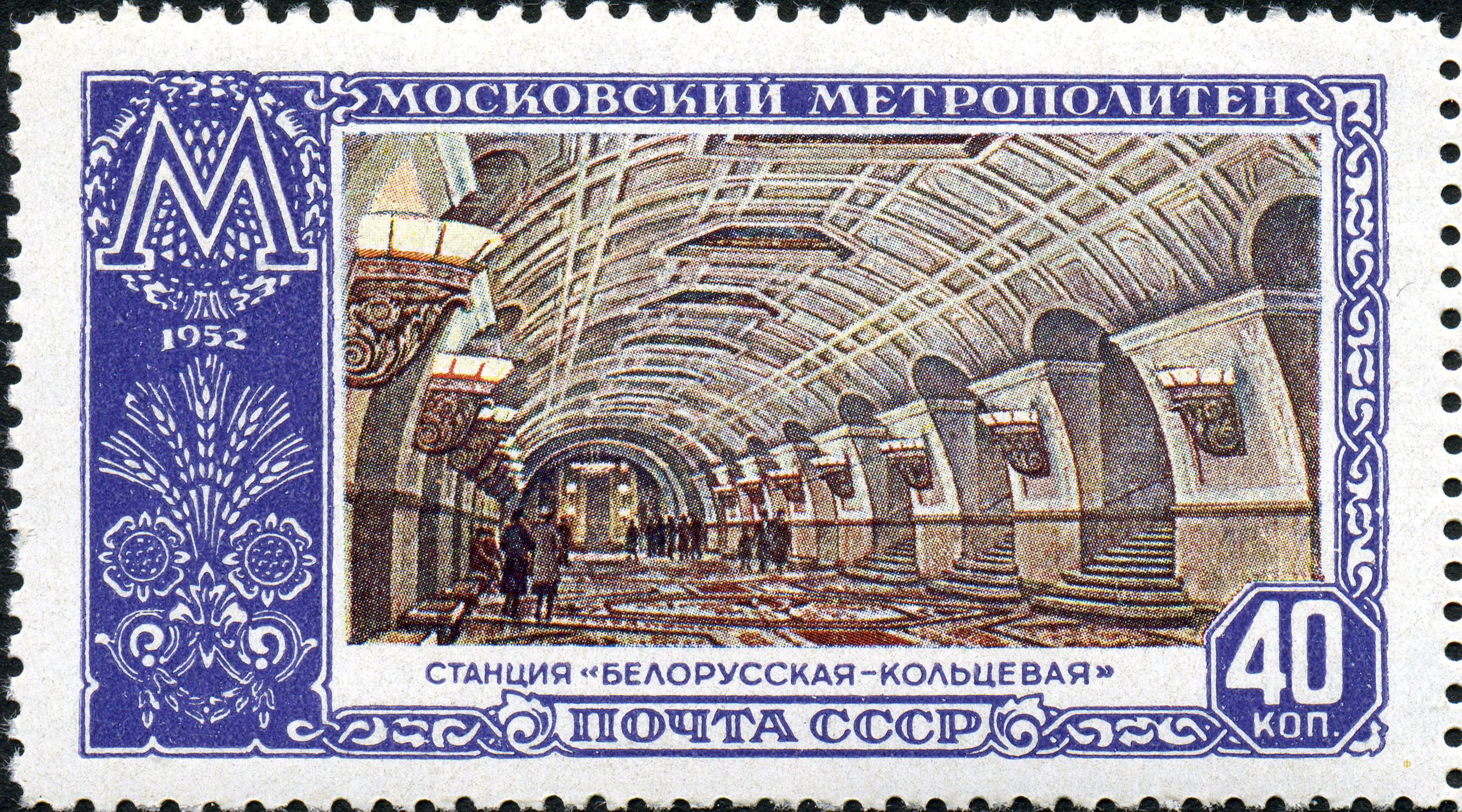
A metróállomás egy 1952-es bélyegen

2001. február 5-én este az állomáson robbanás történt. A 0,5 kg trotilnak megfelelő hatóerejű bombát a peronon egy márványpad alá helyezték. Ez felfogta a robbanás erejének nagy részét, ezért súlyosabb áldozatot, károkat a cselekmény nem követelt, de kilenc ember, köztük két gyerek megsebesült.

## Fordítás
Ez a szócikk részben vagy egészben  a(z)   Белорусская (станция метро, Кольцевая линия) című orosz Wikipédia-szócikk ezen változatának fordításán alapul.  Az eredeti cikk szerkesztőit annak laptörténete sorolja fel. Ez a jelzés csupán a megfogalmazás eredetét és a szerzői jogokat jelzi, nem szolgál a cikkben szereplő információk forrásmegjelöléseként.